# Masa Jidovului
Masa Jidovului (monument al naturii cunoscută de localnici și sub denumirea de „Masa Uriașului”) este o arie protejată de interes național ce corespunde categoriei a III-a IUCN (rezervație naturală de tip geologic și peisagistic), situată în sud-vestul Transilvaniei, pe teritoriile județelor Sibiu și județului Alba

## Localizare
Aria naturală se află la granița vestică a județului Sibiu cu cea sud-estică a județului Alba, pe teritoriile administrative ale comunelor Jina, Sibiu și Șugag, Alba (satul Tău Bistra), pe malul drept al râului Sebeș, în imediata apropiere de drumul național (DN67C) Transalpina.

## Descriere
Rezervația naturală (inclusă în situl de importanță comunitară - Frumoasa) a fost declarată arie protejată prin Legea Nr.5 din 6 martie 2000, publicată în Monitorul Oficial al României, Nr.152 din 12 aprilie 2000, privind aprobarea Planului de amenajare a teritoriului național - Secțiunea a III-a - zone protejate și are o suprafață de 2 ha.. Aceasta reprezintă un abrupt stâncos din șisturi cristaline acoperit parțial cu vegetație forestieră, care la o altitudine de 50 m. de la albia râului are o platformă (formațiune geologică ieșită înspre vale) de forma unei mese.